# Lactobacillaceae
Lactobacillaceae je čeleď anaerobních bakterií mléčného kvašení. Jde o jedinou čeleď bakterií mléčného kvašení, ve které nejsou druhy bakterií, které by se projevovaly patogenně nebo jako oportunní infekce. Nejvýznamnějším rodem je Lactobacillus.